# 앨런 시크
앨런 시크(Alan Thicke, 1947년 3월 1일 ~ 2016년 12월 13일)는 캐나다와 미국의 배우, 작곡가, 텔레비전 진행자이다. ABC 시트콤 《그로잉 페인즈》(1985-92)가 대표 출연작이다. 2013년 캐나다 명예의 거리(Canada's Walk of Fame)에 입성하였다.
로빈 시크의 아버지이다.

## 출연 작품
- 더 클래퍼 (2017)
- 렛 잇 스노우 (2013)
- 큐비클 워리어스 (2013)
- 나는 여신이다 (2013)
- 스펌 도너 (2012)
- 더 굿: 리브 하드, 셀 하드 (2009)
- 알파 독 (2006)
- 차일드스타 (2004)
- 캐롤라이나 (2003)
- 할리우드 북쪽 (2003)
- 꼬마 유령 캐스퍼 3 - 캐스퍼와 웬디 (1998)
- 머니 헌터 (1997)
- 데몰리션 하이 (1996)
- W 밀약 (1996)
- 비트레이얼 오브 더 도브 (1993)
- 외계인 새 엄마 (1993)
- 내 사랑 사이보그 3 (1992)
- 영혼과 기적 (1991)
- 미녀 스캔들 (1990)
- 내 사랑 사이보그 2 (1989)
- 14 고잉 온 30 (1988)
- 댄스 파티 (1988)
- 내 사랑 사이보그 (1987)
- 힛팅 홈 (1987)
- 원초적 살인 (1984)

### 텔레비전
- 사랑의 유람선 (1984)
- 그로잉 페인즈 (1985-92)
- 못말리는 번디 가족 (1996-97)
- 더 볼드 앤 더 뷰티풀 (2006-09)
- 내가 그녀를 만났을 때 (2008-13)
- truTV Presents: World's Dumbest... (2009)